# Salem (Indiana)
Salem é uma cidade localizada no estado americano de Indiana, no Condado de Washington.

## Demografia
Segundo o censo americano de 2000, a sua população era de 6172 habitantes.
Em 2006, foi estimada uma população de 6515, um aumento de 343 (5.6%).

## Geografia
De acordo com o United States Census Bureau tem uma área de
10,1 km², dos quais 10,1 km² cobertos por terra e 0,0 km² cobertos por água. Salem localiza-se a aproximadamente 136 m acima do nível do mar.

## Localidades na vizinhança
O diagrama seguinte representa as localidades num raio de 20 km ao redor de Salem.